# Gornja Trstenica
Gornja Trstenica – wieś w Chorwacji, w żupanii sisacko-moslawińskiej, w gminie Gvozd. W 2011 roku liczyła 88 mieszkańców.